# Street Fighter II (manga)
Street Fighter II (ストリートファイターⅡ RYU?, Street Fighter II: Ryu) è un manga scritto e disegnato da Masaomi Kanzaki, pubblicato tra il 1993 ed il 1994 dalla rivista Family Computer Magazine e basato sull'omonimo videogioco.
In Italia è stata pubblicata da Star Comics.

## Trama
A cavallo tra gli anni '70 ed '80, un'isola conosciuta come Shad è stata urbanizzata tramite fondi provenienti dai più grandi gruppi mondiali, trasformandola in un piccolo stato. L'intenzione era di farla diventare un fulcro dell'economia mondiale, ma in seguito ad un crollo del mercato azionario è stata completamente abbandonata fino a cadere nelle mani di un pericoloso cartello criminale con a capo M. Bison che guadagnò ampi consensi politici tra i cittadini di Shad. Intanto, due studenti di arti marziali, Ryu e Ken, hanno iniziato ad essere addestrati dal misterioso Gouken. Una sera un amico di Ken, Cho, entra nel dojo dicendo di aver scoperto Bison era a capo di un'organizzazione segreta, detta Shadaloo, che somministrava su delle cavie umane un farmaco chiamato Doll allo scopo di renderle controllabili e violente. In quel momento Cho viene attaccato da Bison e da due suoi scagnozzi, Vega e Sagat. Ne segue uno scontro in cui il gruppo di lottatori si separa. Al ritorno, Ryu  scopre che Gouken è stato ucciso da Bison e, credendo che anche Ken fosse stato ucciso comincia a girovagare pieno di rabbia da solo sull'isola.
Alcuni anni dopo Doll ha effetto su un soldato di nome Guile e un ufficiale dell'interpol di nome Chun-Li, che si trovavano su Shad per partecipare al torneo di arti marziali, del quale Bison è il campione, ed indagare sulla Shadaloo.
Anche Ryu si iscrive al torneo mentre l'ex fidanzata di Cho, Po-Lin, e suo fratello Wong-Mei rimasti recentemente orfani, gestiscono un ristorante cinese. Al torneo partecipano anche Blanka, Honda, Zangief e Dhalsim, ognuno con i propri obbiettivi. In un manifesto che mostra i partecipanti del torneo Ryu scopre che Ken è vivo ma è sotto il controllo del Doll. In seguito Chun-Li, Guile e Ken riescono a prendere il controllo di loro stessi e, dopo una serie di scontri, giungono in finale Bison e Ryu. Ne segue una cruenta battaglia dove Ryu ne esce vittorioso. Il manga finisce con la Shadaloo definitivamente sconfitta e Ryu che parte da solo per un viaggio dicendo a Ken: «Sto cercando qualcuno più forte di me».